# Манастир Суводол
Манастир Суводол се налази у атару села Селачке, 26 km од Зајечара. Смештен је у долини Селачке реке на једној заравни усеченој у северној страни планине Манастирска Глава испод висова Јаношица (992m), Ветрен (500m) и Треска (1025m). Посвећен је Рођењу Пресвете Богородице (21. септембар), као непокретно културно добро има статус споменика културе. У близини манастира се налазе три пећине. Место зову Света Богородица или само Богородица.

## Ктитор
О времену настанка и њеном ктитору постоји више сведочанстава. Sopiens don Šop наводи да је манастирска црква грађена у време освајања Византије, града Видина и целе видинске области између 1004. и 1008. године. Једини остатак из тог периода је надгробни споменик из 1255. године.
Постанак манастира се по традицији везује и за кнеза Лазара Хребељановића (14. век). Народ из тог краја говори да је то Немањићка задужбина. Писаних остатака о изградњи цркве нема, јер је стара манастирска архива спаљена за време српско-турског рата 1876 — 1878. године, а новија је уништена за време српско-бугарског рата.
Стара црква манастира је порушена 1865. године, а на месту старе подигнута је и освећена нова црква. Градња нове цркве почела је у августу 1866. године, за време владе Михаила Обреновића и Владике Герасима Стојковића, а освећена је и антиминсом троносана од стране Епископа Евгенија Симоновића 25. октобра 1869. године. Том приликом Епископ Евгеније је рекао: „Упамтите, ово су Свете мошти Пантелејмона, што се данас на овај Свети престо запечаћују!“
У оквиру манастирског комплекса налазе се и конаци подигнути у разним временским периодима. Први и најстарији конак је подигнут 1880. године од остатка цигала при изградњи цркве. На његовом месту је зидан нови већи манастирски конак у периоду 1986. — 1999. године залагањем старешине манастира игумана Јустина и мати Анастасије. Други конак је сазидан 1920. у време игумана Никанора Пујића родом из Малог Извора и служи за пријем народа приликом веће посете манастиру у време великих празника. Трећи конак је такође зидан за време игумана Никанора Пујића у периоду између 1926. и 1930. године. На истом месту сазидан је нови конак у периоду 1978. — 1979. године залагањем игумана Јустина и сестринства манастира. По жељи тадашњег Епископа тимочког господина Милутина у конаку се зида капела посвећена светом краљу Милутину која би требала да послужи сестринству у току зимских периода. Конак и капелу је освештао 29. јула 1979. године патријарх српски Герман.

## Архитектура
Према оскудним подацима знамо да је стара црква била грађена у византијском стилу у облику крста и са стране имала по једну малу црквицу — паперту. Данашња црква је правоугаоне основе.
У склопу манастирске порте налазе се и три конака који су изграђени у различитим временским периодима и обнављани. У дворишту манастира налази се јако врело које је обзидано чесмом са пет лула 1866. године. Вода је хладна и пријатног укуса у свако доба године. У средини комплекса налази се и базен-рибњак који користи хладну воду поменутог извора.

## Живопис
Из 17. века постоје скромни подаци о обнављању и живопису манастира 1645. године трудом јеромонаха Пимена. Овај живопис је описао природњак Јосиф Панчић који је са лицејима Јестаственичког одељења високе школе посетио манастир 1863. године.
Иконе и фреске су јако страдале у турско-српском рату 1876. године када су Турци у храм унели сламу, полили је гасом и запалили. Црква је изгорела тако, да су само зидови остали.
Милосав Марковић из Књажевца, родом из Малог Извора у току 1892. године обнавља иконостас и живопис манастира. О томе сведочи запис у једном од Минеја Манастира Суводол.

## Ризница
С краја 14. века потиче „Маринков Еванђелистар“, на пергаменту, и „Октоих“ из 1692. године. Оба писана документа је Маринко Станојевић узео из манастира Суводола и поклонио их Српској Краљевској Академији. Знамо то на основу писама која се у документима Александра Белића чувају у Архиви САНУ.
Средином 19. века у време Игумана Кирила манастир је имао 34 богослужбене књиге и 10 великих икона.

## Историја
У свом дугом постојању, манастир је доживео многа страдања и рушења. Прва страдања дошла су са навалом Уза, Печењега, Кумана и других крајем 11. века.
Пре рушења старе цркве, манастир Суводол је посетио Феликс Каниц, који каже: „Ретко сам видео живописнију клисуру. Кречне стене које се на обема обалама селачке реке све више приближавају, рефлектовале су своје светло стање са сочном вегетацијом у кристално бистром потоку. Све јаче и јаче тајанствено хујање једног, преко 20 метара високог водопада, који пада више каскада пратило нас је све до манастира Суводол који се види са његова платоа“.
„Овај се манастир сврстава у старе задужбине у Србији, ипак нема старих записа и повеља који би дали поуздана обавештења“.
„Године 1810. беше ту поприште једне битке између Срба, предвођених војводом Нином Васиљевићем (Боцићем), и Турака. После пљачкања манастира Турци раскалише своју храброст на фрескама цркве, ноктима ископавши очи свецима. План, наново освећене цркве после тога, подсећа на Жичу, јер се и овде на уски нартекс наслањају две капеле, а главни простор без купола завршава се са своје три апсиде у форми детелиног листа и оскудно је осветљен кроз мали број прозора. Вредно је напоменути да сам овде нашао, код старих цркава, ретки намештај од перистила прочелној фасади. Три од два истурена зида и два лука на слободним стубовима, скривају хармонична звона учвршћена на своду. Према натписима, једно је звоно ливено у Пешти, друго 1858. године у Вршцу“.
Поред писаног документа, Феликс Каниц је оставио и цртеж из 1860. године на коме се налази манастир са водопадом.
Сведочанство бројних борби са Турцима представља и велики број костију које су пронађене свуда по манастирској порти и дворишту при изградњи нове цркве. Људске кости бивају избачене на површину земље чак и из пештери која се налази изнад манастира за време великих водостаја. Претпоставља се да су то кости које сведоче о страдањима током 11. и 12. века, и великом покољу у 17. и 18. веку.
Манастирско братство чинили су 1845. године: настојатељ Василије Константиновић, јеромонах Кирил Х. Стојановић и монах Константин Х. Аврамовић.
Године 1870. манастир се налазио у округу Књажевачком, срезу Тимочко заглавском и епархији Неготинској. У њему борави тада четири монаха.
Крајем 19. века село Селачка је у црквеном погледу припадало манастирској парохији. Манастирско имање су 1895. године чинили: 1072 хектара земље, од којих чак 1014 хектара под шумом. Остало су били 43 хектара оранице и много мање ливаде, виногради и воћњаци. Вредност свих непокретности је прелазио 72.000 динара. Манастир је 1898. године имао статус "другог реда". Манастирско братство чинили су тада, његов настојатељ, архимандрит Јосиф, а јеромонах Василијан.
У периоду од 1915. до 1918. године Бугари су држали Тимочку Крајину под окупацијом. У Манастир Суводол су поставили свог свештеника. Бугари су током 1917. године убили 82 свештеника и монаха, од којих су двојица била из Манастира Суводол. Један се звао Ђорђе, од народа назван Ђорђица, родом из Куманова, а другом име није познато.
Године 1928. манастирски старешина био је синђел Никанор. То је један од најнапреднијих манастира у Србији, веома је богат шумом, води узорно домаћинство.

## Обнове
Народно предање каже да је манастир обновљен у потпуности за време Светог краља Милутина и касније за време кнеза Лазара Хребељановића у 14. веку. О томе нема или није сачуван ниједан писани документ. По подацима из 17. века манастир је обновљен и живописан 1645. године.
Последњи пут манастир је обновљен 1990. године под старешинством игуманије мајке Анастасије Голић, и јеромонаха Јустина.

## Општежиће
Манастир је све до 1946. године био мушки манастир. Страда за време Другог светског рата, а и након њега доласком нове власти. Аграрном реформом манастиру се одузима земља, остаје без мушког монаштва и 1946. године се претвара у женски манастир. Долази сестринство из сремских манастира и тадашње Босне, а међу првима рођене сестре Девора и Анастасија Голић.
Девора Голић убрзо постаје Игуманија све до њене смрти 1975. године. Старешинство преузима њена сестра Анастасија која због старости предаје старешинство тадашњем јеромонаху, данас игуману Јустину, 1990. године. У манастиру живеле су монахиње Меланија Видовић и Евдокија Плавшић.
Манастир се издржава од пољопривреде и сточарства са свог имања које сами обрађују, и од прилог верника.